# Meneghinita
La meneghinita és un mineral de plom, coure, antimoni i sofre, químicament és un sulfur de plom, coure i antimoni, de fórmula Pb13CuSb₇S24, de color gris fosc, una duresa de 2,5, i una densitat de 6,,35-6,36 g/cm³, cristal·litza en el sistema ortoròmbic. El seu nom fa honor al professor de mineralogia i geologia Giusseppe Meneghini (1811-1889) de Pisa, Itàlia, que fou el primer a observar-la.